# Couplage peptidique
Une réaction de couplage peptidique est une réaction de synthèse peptidique au laboratoire de protéine, à partir de dérivés d'acide aminés.

## Principe
Les réactifs n'ayant pas la même sélectivité que les mécanismes naturels, des protections de fonctions sont nécessaires. Les acides aminés sont rajoutés les uns à la suite des autres, mais après chaque ajout une déprotection est nécessaire. Afin de limiter les risques de racémisation, le couplage se fait généralement sur l'extrémité N-terminale du peptide. Un réactif de couplage peptidique est utilisé pour permettre la formation de la liaison amide.

### Synthèse en phase solide
Le premier acide aminé N-protégé est accroché par la fonction acide carboxylique sur une résine fonctionnalisée. Un rinçage permet d'éliminer l'excès de réactifs. Puis le groupement protecteur de l'amine terminal est clivé, opération suivie d'un rinçage. Un second acide aminé N-protégé est ajouté (en excès), ainsi que du réactif de couplage. Une fois la réaction jugée terminée, on procède à un rinçage, puis une déprotection. On poursuit le cycle pour introduire tous les acides aminés. À la fin du processus, le peptide est clivé du support.